# Israel Alba
Israel Alba (Manizales, Caldas, Colombia, 6 de mayo de 1995) es un futbolista colombiano. Juega como lateral derecho y central actualmente milita en Atlético Bucaramanga de la Categoría Primera A de Colombia .

## Trayectoria

### Once Caldas y Leones
Alba se formó en las Divisiones menores del Once Caldas, siendo promovido al equipo profesional en el Torneo Finalización 2012. Para el año el año 2013 logró su debut frente al Atlético Huila en un partido de Copa Colombia sumando 15 minutos en cancha. Entre 2014 y 2015 tan solo disputó 9 partidos aunque convirtió su primer gol como profesional.
En busca de más minutos es cedido por 2 temporadas al Itagüí Leones de la Segunda División de Colombia, en donde lo vea ascender a Primera División. En 2018 regresa a Once Caldas disputando 18 partidos y anotando 1 gol.

### Millonarios F.C.
El 2 de julio se confirma como nuevo jugador de Millonarios Futbol Club de la Categoría Primera A. El 6 de octubre marca su primer gol con la camiseta albiazul para abrir el marcador en la derrota 3-2 en clásico contra Independiente Santa Fe.

El 23 de marzo de 2023 vuelve a marcar gol en la victoria 2 por 0 sobre el Deportivo Pasto, al final del torneo se corona campeón con el club del Torneo Apertura luego de derrotar por penales a Atlético Nacional.

## Clubes
| Club                 | País     | Año             |
| -------------------- | -------- | --------------- |
| Once Caldas          | Colombia | 2013 - 2015     |
| Itagüí Leones        | Colombia | 2016 - 2017     |
| Once Caldas          | Colombia | 2018            |
| Patriotas Boyacá     | Colombia | 2019            |
| Jaguares de Córdoba  | Colombia | 2020 - 2021     |
| La Equidad           | Colombia | 2022            |
| Millonarios FC       | Colombia | 2022 - 2023     |
| Deportivo Pasto      | Colombia | 2023 - 2025     |
| Atlético Bucaramanga | Colombia | 2025-Actualidad |

## Estadísticas
| Club                           | Div.          | Temporada     | Liga  | Liga  | Copa Nacional | Copa Nacional | Copa Internacional | Copa Internacional | Total | Total |
| Club                           | Div.          | Temporada     | Part. | Goles | Part.         | Goles         | Part.              | Goles              | Part. | Goles |
| ------------------------------ | ------------- | ------------- | ----- | ----- | ------------- | ------------- | ------------------ | ------------------ | ----- | ----- |
| Once Caldas · Colombia         | 1.ª           | 2013          | 0     | 0     | 1             | 0             | Inexistentes       | Inexistentes       | 1     | 0     |
| Once Caldas · Colombia         | 1.ª           | 2014          | 0     | 0     | 5             | 0             | Inexistentes       | Inexistentes       | 5     | 0     |
| Once Caldas · Colombia         | 1.ª           | 2015          | 4     | 1     | Inexistentes  | Inexistentes  | Inexistentes       | Inexistentes       | 4     | 1     |
| Once Caldas · Colombia         | 1.ª           | 2018          | 13    | 1     | 5             | 0             | Inexistentes       | Inexistentes       | 18    | 1     |
| Once Caldas · Colombia         | Total club    | Total club    | 17    | 2     | 11            | 0             | 0                  | 0                  | 28    | 2     |
| Itagüí Leones · Colombia       | 2.ª           | 2016          | 25    | 2     | 4             | 1             | Inexistentes       | Inexistentes       | 29    | 3     |
| Itagüí Leones · Colombia       | 2.ª           | 2017          | 3     | 0     | 6             | 0             | Inexistentes       | Inexistentes       | 9     | 0     |
| Itagüí Leones · Colombia       | Total club    | Total club    | 28    | 2     | 10            | 0             | 0                  | 0                  | 38    | 2     |
| Patriotas Boyacá · Colombia    | 1.ª           | 2019          | 35    | 2     | 2             | 0             | Inexistentes       | Inexistentes       | 37    | 2     |
| Patriotas Boyacá · Colombia    | Total club    | Total club    | 35    | 2     | 2             | 0             | 0                  | 0                  | 37    | 2     |
| Jaguares de Córdoba · Colombia | 1.ª           | 2020          | 22    | 0     | Inexistentes  | Inexistentes  | Inexistentes       | Inexistentes       | 22    | 0     |
| Jaguares de Córdoba · Colombia | 1.ª           | 2021          | 36    | 0     | 2             | 0             | Inexistentes       | Inexistentes       | 38    | 0     |
| Jaguares de Córdoba · Colombia | Total club    | Total club    | 58    | 0     | 2             | 0             | 0                  | 0                  | 60    | 0     |
| La Equidad · Colombia          | 1.ª           | 2022          | 18    | 0     | Inexistentes  | Inexistentes  | Inexistentes       | Inexistentes       | 18    | 0     |
| La Equidad · Colombia          | Total club    | Total club    | 18    | 0     | 0             | 0             | 0                  | 0                  | 18    | 0     |
| Millonarios FC · Colombia      | 1.ª           | 2022          | 24    | 1     | 5             | 0             | Inexistentes       | Inexistentes       | 29    | 1     |
| Millonarios FC · Colombia      | 1.ª           | 2023          | 8     | 1     | 0             | 0             | 2                  | 0                  | 10    | 1     |
| Millonarios FC · Colombia      | Total club    | Total club    | 32    | 2     | 5             | 2             | 0                  | 0                  | 39    | 2     |
| Total carrera                  | Total carrera | Total carrera | 172   | 8     | 27            | 1             | 2                  | 0                  | 202   | 9     |

## Palmarés

### Títulos nacionales
| Títulos         | Club        | País     | Año  |
| --------------- | ----------- | -------- | ---- |
| Copa Colombia   | Millonarios | Colombia | 2022 |
| Torneo Apertura | Millonarios | Colombia | 2023 |